# Melli (futbolista)
Juan Alberto Andreu Alvarado, conocido en los medios deportivos como Melli (Barbate Cádiz, 6 de junio de 1984) es un exfutbolista español. Se retiró en 2018, cuando militaba en el Club Deportivo Mirandés de la Segunda División de España.

## Trayectoria deportiva
Debutó en liga española, en 1998, con Víctor Fernández y con la vuelta de Lorenzo Serra Ferrer se convirtió en un fijo en una posición que no era la suya, el lateral derecho. En esta etapa y bajo las direcciones de Serra Ferrer, consigue la Copa del Rey, en la temporada 2004/05. Con la llegada de Luis Fernández volvió a su puesto, el de central. Tras obtener la carta de libertad del Betis en la temporada 2010/11 jugó en el CD Tenerife. Posteriormente jugó en el KAA Gent,de la primera división de la liga belga.
Tras ganar la liga y jugar la fase de grupos de la Europa League con el Sheriff moldavo, afrontó su primera experiencia en la liga griega tras haber sido trasapado al Ergotelis, equipo de la Segunda Superliga de Grecia.
Tras pasar por Azerbaiyán, jugó en el Neftchi, de la Liga Premier de Azerbaiyán.
En la temporada 2016/2017 ficha por una temporada por el Reus Deportiu. En la temporada siguiente ficha por el Club Deportivo Mirandés de la Segunda División B.

### Clubes
- Estadísticas actualizadas a 5 de septiembre de 2017.

| Club                         | País       | Periodo   | Partidos | Goles |
| ---------------------------- | ---------- | --------- | -------- | ----- |
| Real Betis B                 | España     | 1995-2002 | 96       | 5     |
| Polideportivo Ejido          | España     | 2002-03   | 6        | 1     |
| Real Betis                   | España     | 2003-2010 | 165      | 8     |
| Club Deportivo Tenerife      | España     | 2010-11   | 16       | 2     |
| KAA Gent                     | Bélgica    | 2011-13   | 67       | 6     |
| Sheriff Tiraspol             | Moldavia   | 2013-14   | 23       | 3     |
| Ergotelis F.C.               | Grecia     | 2014-15   | 10       | 1     |
| Simurq PFC                   | Azerbaiyán | 2015      | 14       | 0     |
| Neftchi Baku                 | Azerbaiyán | 2015-16   | 26       | 0     |
| Club de Futbol Reus Deportiu | España     | 2016-17   | 12       | 0     |
| Club Deportivo Mirandés      | España     | 2017-18   | 51       | 4     |

## Selección nacional
Fue campeón de Europa sub-16 y sub-19, así como subcampeón del mundo sub-20 con las categorías inferiores de la Selección española.

## Palmarés

### Campeonatos nacionales
| Club              | País             | Título   | Año     |
| ----------------- | ---------------- | -------- | ------- |
| Copa del Rey      | Real Betis       | España   | 2005    |
| Divizia Națională | Sheriff Tiraspol | Moldavia | 2013/14 |